# Swedish Security Technology & Innovation
Swedish Security Technology & Innovation AB (SSTI) var ett svenskt bolag som specialiserade sig inom försvarsindustrin och som kopplades ihop med det kontroversiella och hemliga svensksaudiska projektet "Projekt Simoom". Projektet syftade till att Sverige skulle hjälpa Saudiarabien att bygga upp en inhemsk försvarsindustri och i ett första skede en avancerad vapenanläggning som skulle bestå av upp till 35 byggnader. Anläggningen skulle enligt planerna användas för modifiering och renovering av robotar och pansarvärnsvapen samt för tillverkning av sprängämnen och raketbränsle.
Bolaget grundades den 12 januari 2009 av anställda från Totalförsvarets forskningsinstitut (FOI) för att agera bulvan mellan Sverige och Saudiarabien eftersom den svenska regeringen inte ville att FOI skulle leda arbetet med vapenfabriken samtidigt som Saudiarabien krävde att just FOI skulle leda det. Syftet med bolaget var, enligt vad bolagets vd Dick Sträng hört, att hemlighålla projektet för svenska folket och hålla ihop Alliansregeringen.
Den 13 mars 2009 skickade SSTI in en ansökan till Inspektionen för strategiska produkter (ISP) för att få tillstånd att tillhandahålla krigsmateriel. Den 25 mars 2009 ansökte FOI om tillstånd hos regeringen och ISP för att få utföra konsulttjänster åt SSTI och där FOI själva beskriver SSTI med följande ord: ”SSTI är ett fristående, privatägt svenskt företag, men det har genom flera personer en koppling till FOI”. I juli samma år sade regeringen och ISP ja till FOI:s begäran att agera konsult åt bolaget samt att SSTI får tillhandahålla ammunition och stridsdelar för eldrörsvapen, robotar, raketer, torpeder och bomber samt utrustning för tillverkning av krigsmateriel. SSTI:s firmatecknare var vd Dick Sträng som själv har varit forskningsledare hos FOI och Lars Frisk som arbetar som vapenkonsult åt samma myndighet.
Flera stora svenska företag och verk, bland annat Telefonaktiebolaget L M Ericsson, Saab Dynamics Aktiebolag, Eurenco Bofors AB, Chematur International AB, Grontmij AB och Försvarets materielverk (FMV), var involverade i projektet.
Den 14 november 2012 likviderades bolaget.